# Antico Seminario (Monza)
L'Antico Seminario di Monza è un edificio che si trova in piazza Trento e Trieste e oggi viene chiamato Palazzo degli Studi.

## Storia
L'edificio ha una lunga storia. Costruito sull'antica chiesa di San Francesco (XIV secolo) il palazzo ha subito molte modifiche. La chiesa aveva la facciata rivolta verso nord e l'abside verso sud, con il passare del tempo furono aggiunte sette cappelle lungo le navate laterali e fu costruito un chiostro e un convento.
Nel 1784, a causa della riforma sanitaria di Maria Teresa d'Austria, il convento fu abbandonato e l'edificio, riadattato dall'architetto Marcellino Segrè, a sede del nuovo ospedale di Monza. Tuttavia in poco tempo la sede si rivelò troppo piccola e nel 1792 l'ospedale fu nuovamente spostato presso l'antica sede di San Gerardo.
Nel 1822 divenne sede del Seminario Arcivescovile e già l'anno successivo l'architetto Pietro Gilardoni fu incaricato d'ingrandire l'edificio. Il progetto inglobò l'antica chiesa e resti dell'antico edificio sono tuttora conservati e visibili ai lati dell'ingresso e nel cortile.
Sette anni dopo ci fu un ulteriore ampliamento su progetto dell'architetto Giacomo Moraglia. Il palazzo rimase sede del seminario fino al 1937 quando l'amministrazione comunale lo acquistò per trasferirci il Liceo Ginnasio Bartolomeo Zucchi e la Biblioteca civica. 
Nell'antico Seminario - come ricorda una lapide posta al pianerottolo dello scalone d'onore - fu studente Achille Ratti, futuro papa Pio XI.

## Architettura
La facciata è su progetto di Pietro Gilardoni, mentre l'edificio venne ripreso e completato da Giacomo Moraglia. L'edificio ha forma quadrangolare e si articola intorno ad un ampio cortile centrale con portico e loggiato con volte a botte.
Il cortile presenta colonnati con colonne di ordine dorico al piano terra e ionico al piano superiore. 
Sui lati est, ovest e sud l'edificio si articola su due livelli, mentre a nord ci sono tre livelli, di cui il più basso è occupato dalla Biblioteca civica. In questa sezione si può ancora ammirare l'antico refettorio ora adibito a sala di lettura. 
All'interno dell'edificio, sia nella zona liceo che in quella biblioteca, la maggior parte dei soffitti presentano ancora le volte a botte ma gli antichi affreschi sono scomparsi. Si sono invece conservati i due scaloni in pietra che, nel fronte est ed in quello ovest, collegano il piano terra al primo piano, il primo dei quali è soprannominato "Scalone del Papa" perché conserva la lapide commemorativa posta per ricordare gli anni che Achille Ratti, futuro papa Pio XI, trascorse da studente presso il seminario fra il 1822 ed il 1824. 